# London Academy of Music and Dramatic Art

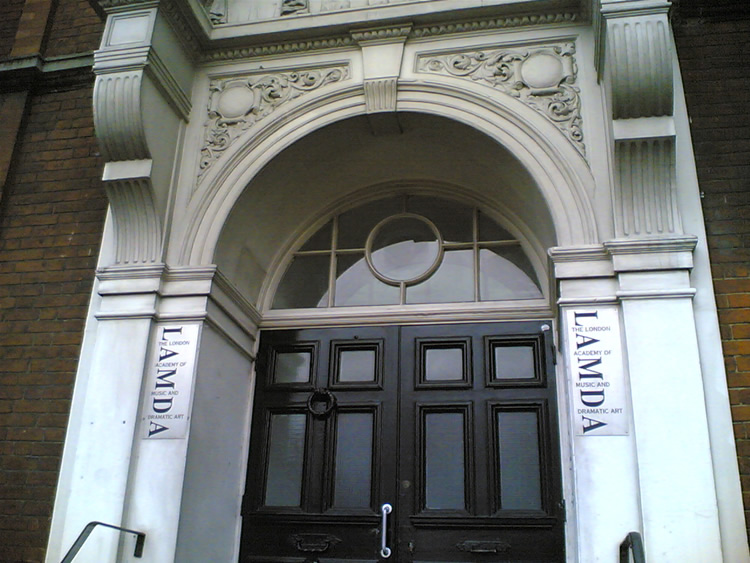
Hauptlehrgebäude der LAMDA

Die London Academy of Music and Dramatic Art (LAMDA) bezeichnet sich als eine der führenden Schauspielschulen in der englischsprachigen Welt.

## Allgemeines
Die Schule entstand 1883 aus einem Zusammenschluss verschiedener Institutionen, deren Geschichte zum Teil bis in das Jahr 1861 zurückreicht; dies macht die LAMDA zu der ältesten ihrer Art in Großbritannien. Ihre heutige Form entstand im frühen 20. Jahrhundert, als sich die Machart von Theater – und damit die Anforderungen an die Schauspielausbildung – grundlegend änderte.
Inzwischen bietet die LAMDA nicht mehr ausschließlich Schauspielunterricht an, sondern auch weitere Ausbildungen rund um die Theaterwelt, wie z. B. Beleuchtungsdesign.

## Auszeichnungen/Awards
Schauspieler, die ihre Ausbildung an der LAMDA genossen, gewannen eine Reihe von Auszeichnungen:
| Jahr                            | Gewinner             | Sparte (Film bzw. Werk)                                              |
| Academy Awards                  | Academy Awards       | Academy Awards                                                       |
| ------------------------------- | -------------------- | -------------------------------------------------------------------- |
| 2001                            | Jim Broadbent        | Bester Nebendarsteller (Iris)                                        |
| Olivier Awards                  |                      |                                                                      |
| 2012                            | Benedict Cumberbatch | Bester Schauspieler (Frankenstein)                                   |
| 2012                            | Jonny Lee Miller     | Bester Schauspieler (Frankenstein)                                   |
| 2012                            | Ruth Wilson          | Beste Schauspielerin (Anna Christie)                                 |
| 2010                            | Ruth Wilson          | Beste Nebendarstellerin (A Streetcar Named Desire)                   |
| 2010                            | Iwan Rheon           | Bester Musical-Nebendarsteller (Spring Awakening)                    |
| 2005                            | Clare Higgins        | Beste Schauspielerin (Hecuba)                                        |
| 2003                            | Clare Higgins        | Beste Musical-Schauspielerin (Vincent in Brixton)                    |
| 2000                            | Patricia Hodge       | Beste Nebendarstellerin (Money)                                      |
| 1995                            | Clare Higgins        | Beste Schauspielerin (Sweet Bird of Youth)                           |
| BAFTA Awards                    |                      |                                                                      |
| 2006                            | Anna Maxwell Martin  | Beste Schauspielerin/TV (Bleak House)                                |
| 2001                            | Jim Broadbent        | Bester Nebendarsteller/Film (Moulin Rouge)                           |
| Golden Globes                   |                      |                                                                      |
| 2010                            | John Lithgow         | Bester Nebendarsteller – Serie, Mini-Serie oder Fernsehfilm (Dexter) |
| 2002                            | Donald Sutherland    | Bester Nebendarsteller/Mini-Serie oder TV-Film (A path to war)       |
| 2001                            | Jim Broadbent        | Bester Nebendarsteller (Iris)                                        |
| 1996                            | John Lithgow         | Bester Hauptdarsteller/Comedy-Serie (Third rock from the sun)        |
| 1995                            | Donald Sutherland    | Bester Nebendarsteller/Mini-Serie oder TV-Film (Citizen X)           |
| Tony Awards                     |                      |                                                                      |
| 2002                            | John Lithgow         | Bester Musical-Schauspieler (Sweet smell of success)                 |
| 1999                            | Andrew Bridge        | Beste Beleuchtung (Sunset Boulevard)                                 |
| Evening Standard Theatre Awards |                      |                                                                      |
| 2004                            | Victoria Hamilton    | Beste Schauspielerin (Suddenly Last Summer)                          |
| 2002                            | Clare Higgins        | Beste Schauspielerin (Vincent in Brixton)                            |
| 2000                            | Chiwetel Ejiofor     | Bester Außenseiter/Newcomer (Blue/Orange)                            |

Daneben gab es noch eine ganze Reihe von Nominierungen für diese und verschiedene weitere Auszeichnungen.